# Col de Véry
Le col de Véry est un col de France situé à 1 964 mètres d'altitude, à la limite des départements de la Savoie et de la Haute-Savoie.
Ce passage très évasé aux formes douces entre le Beaufortain au sud et le val d'Arly au nord est emprunté par plusieurs sentiers de randonnée dont les GRP Tour du Beaufortain et Tour du Pays du Mont-Blanc ; à quelques mètres au sud du col se trouve le refuge de la Croix de Pierre. Bien qu'entouré par les domaines skiables de Megève et de Notre-Dame-de-Bellecombe faisant partie de l'Espace Diamant, le col de Véry est dépourvu de toute installation de sports d'hiver.

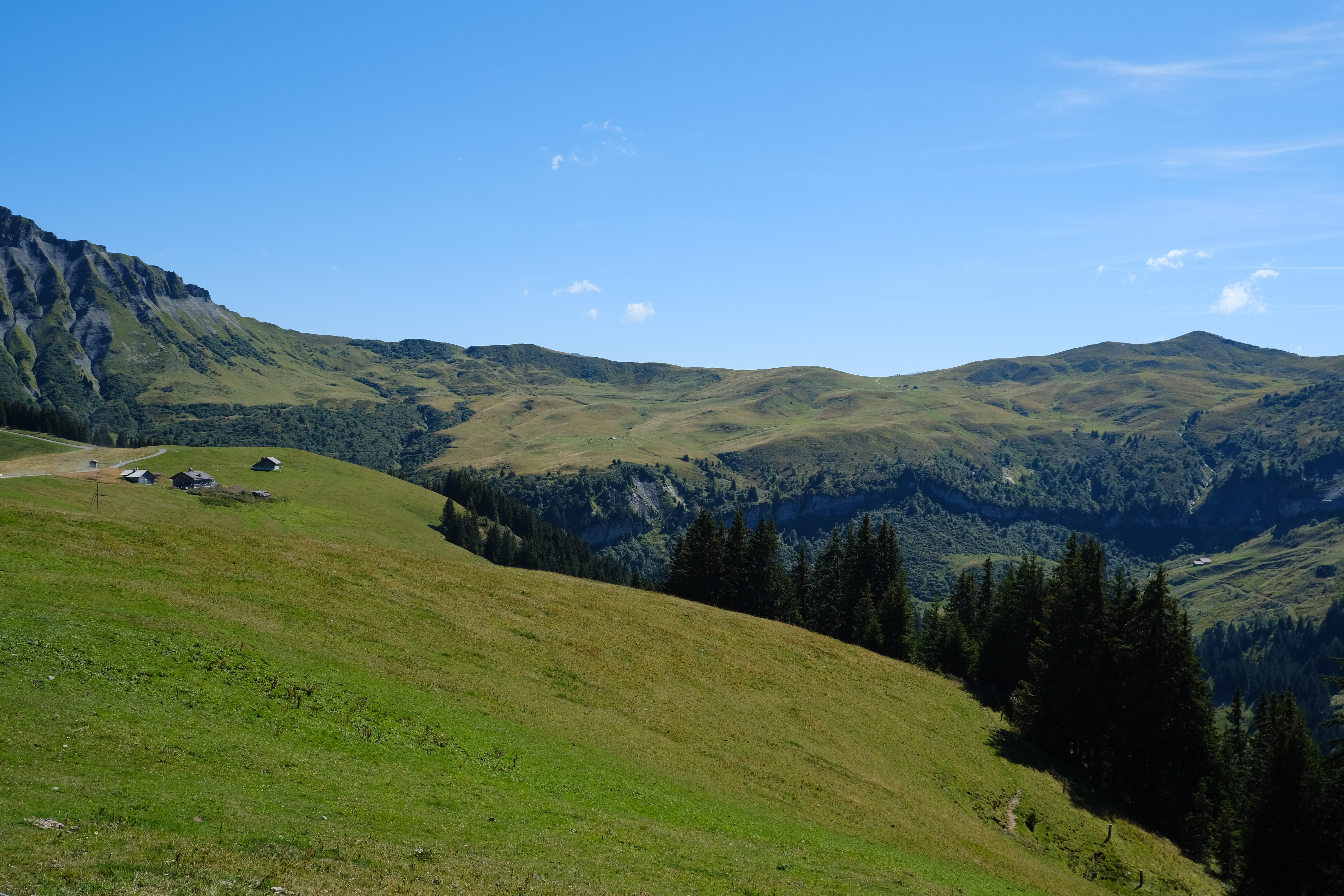
Le col de Véry entre l'aiguille Croche à gauche et le mont de Vorès à droite vu depuis Rochebrune au nord.

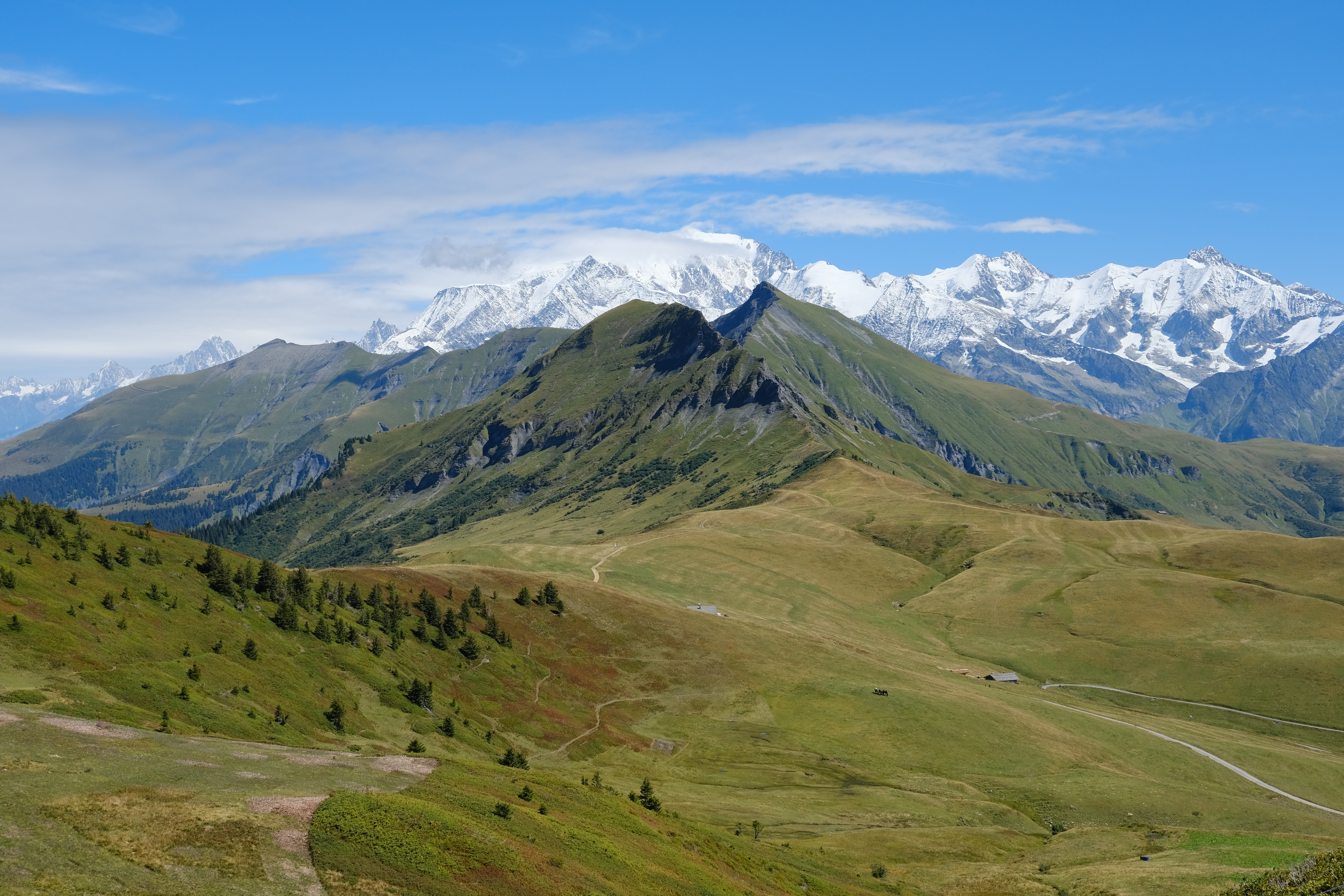
Vue du col de Véry, de l'aiguille Croche et du massif du Mont-Blanc depuis le mont de Vorès à l'ouest.